# ألان أوبري
ألان أوبري (بالفرنسية: Alan Aubry)‏ هو مصور فرنسي، ولد في 24 سبتمبر 1974 في رين في فرنسا.

## وصلات خارجية
- الموقع الرسمي